# Basilica di Sant'Agostino (Rieti)
La basilica di Sant'Agostino è una delle più importanti chiese di Rieti. È stata dichiarata basilica minore nel 2010. Sorge su piazza Mazzini, a poca distanza dalla stazione ferroviaria e quasi di fronte a Palazzo Ricci.

## Storia

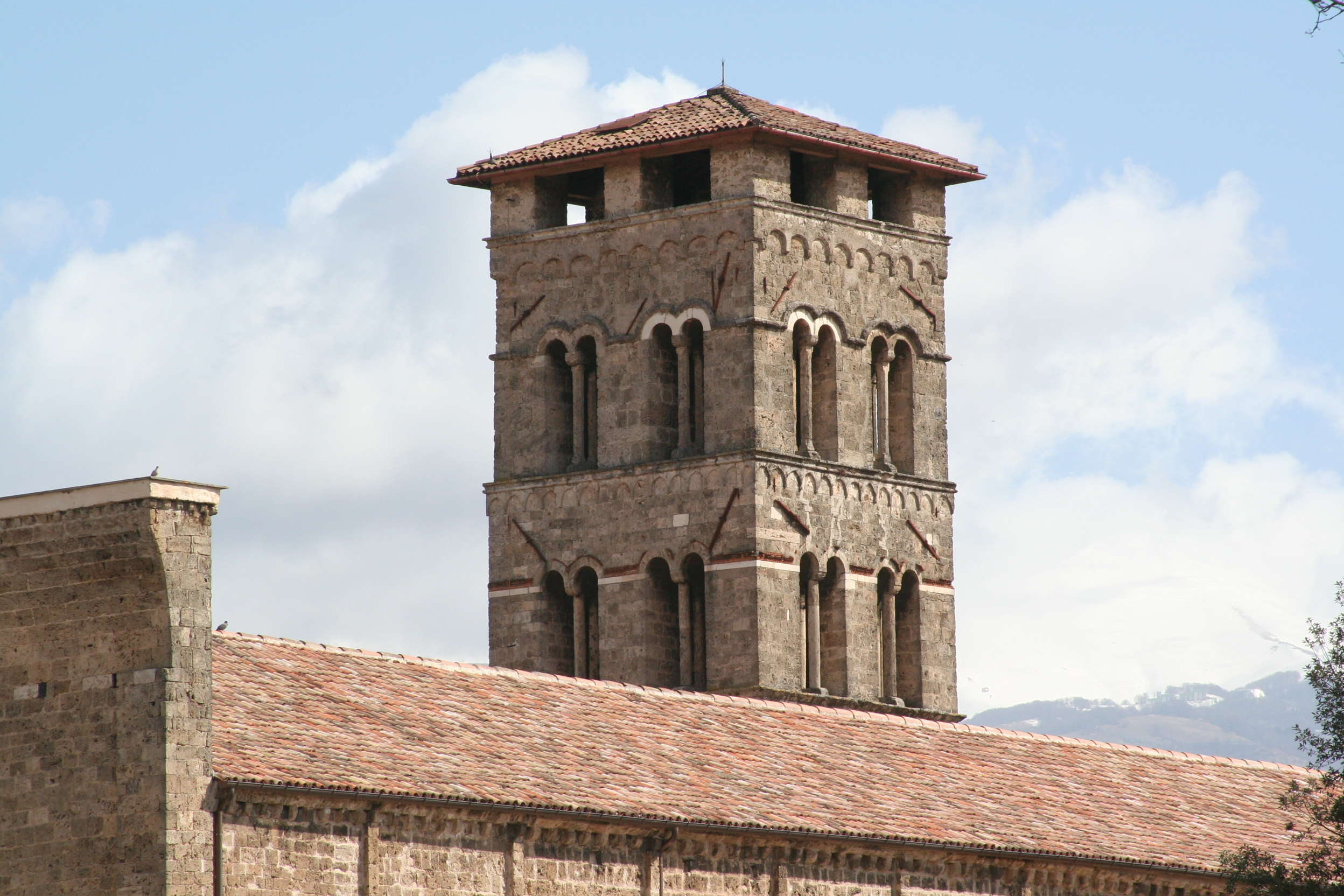
Il campanile

La chiesa fu edificata ex-novo a metà del XIII secolo (se ne ha notizia sin dal 1252) dagli Agostiniani, su un terreno che già in precedenza apparteneva all'ordine Eremitano. In quel periodo, in cui Rieti godeva di prosperità economica ed il Papa frequentemente faceva del Palazzo Vescovile la sua sede, furono erette in città anche le chiese degli altri ordini mendicanti: San Francesco e San Domenico.
La chiesa fu gravemente danneggiata dal terremoto del 1898, che provocò il crollo del tetto.
Con decreto del 17 giugno 2010, la Congregazione per il culto divino e la disciplina dei sacramenti ha conferito alla chiesa la dignità di basilica minore.

## Descrizione

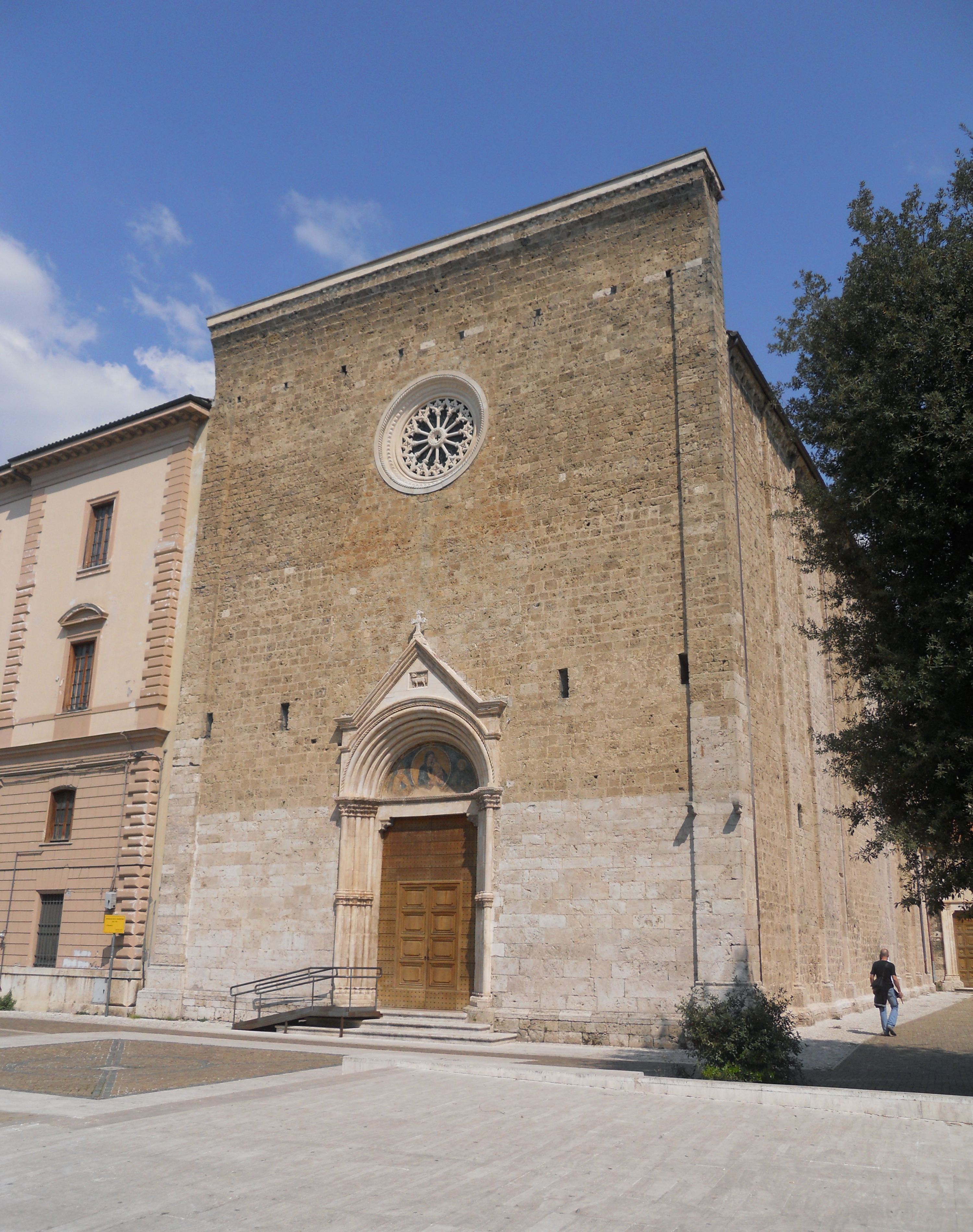
La facciata

La facciata in pietra, in stile romanico, è di forma rettangolare, con ai lati due pilastri, e termina con un attico leggermente sporgente.
L'ingresso principale è costituito da un unico portale, il quale presenta una strombatura fatta da tre ordini di colonnine, al di sopra delle quali sono presenti cinque archi a tutto sesto che delimitano una lunetta con un affresco di metà XIV secolo, in cui sono raffigurati la Madonna in maestà e santi dell'ordine agostiniano; gli archi sono sovrastati da un timpano, in cui è inscritto un bassorilievo raffigurante l'Agnus Dei.

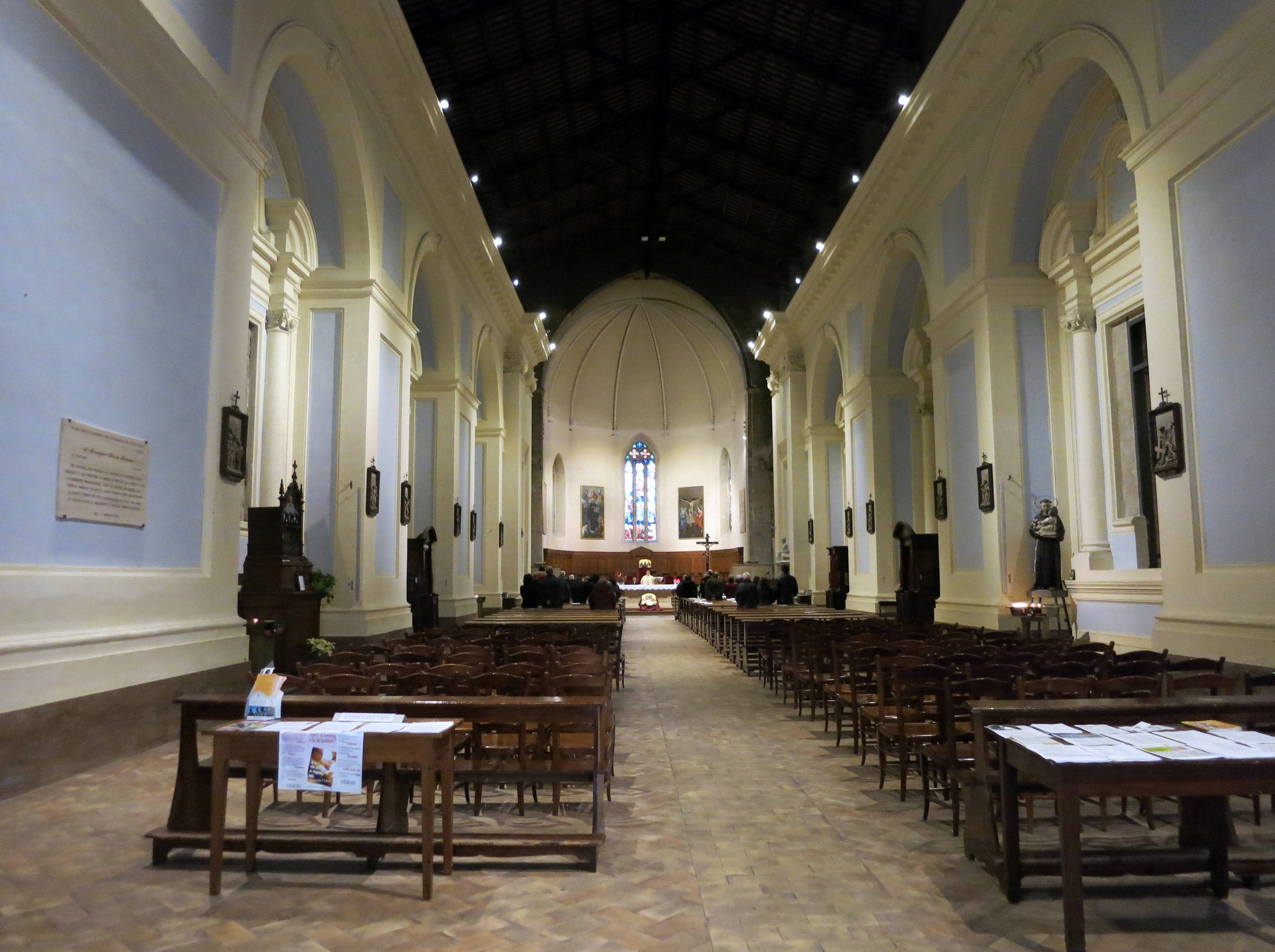
L'interno

Immediatamente sopra si apre il rosone, non originale, inserito nel 1901 al posto di un finestrone che vi era stato aperto nel Settecento.
L'interno, a navata unica, è sormontato da capriate in legno e termina in tre absidi poligonali sulle quali si aprono una trifora e due bifore gotiche. Le vetrate dell'abside sono di fattura moderna (XX secolo).
Le pareti furono affrescate da autori anonimi succedutisi nei secoli XIV-XVI; tuttavia nel corso del XVIII secolo vennero realizzati gli altari laterali, per recepire i dettami del Concilio di Trento, e gli affreschi furono ricoperti tramite scialbatura e tamponatura. Recenti interventi di restauro li hanno riportati parzialmente alla luce.

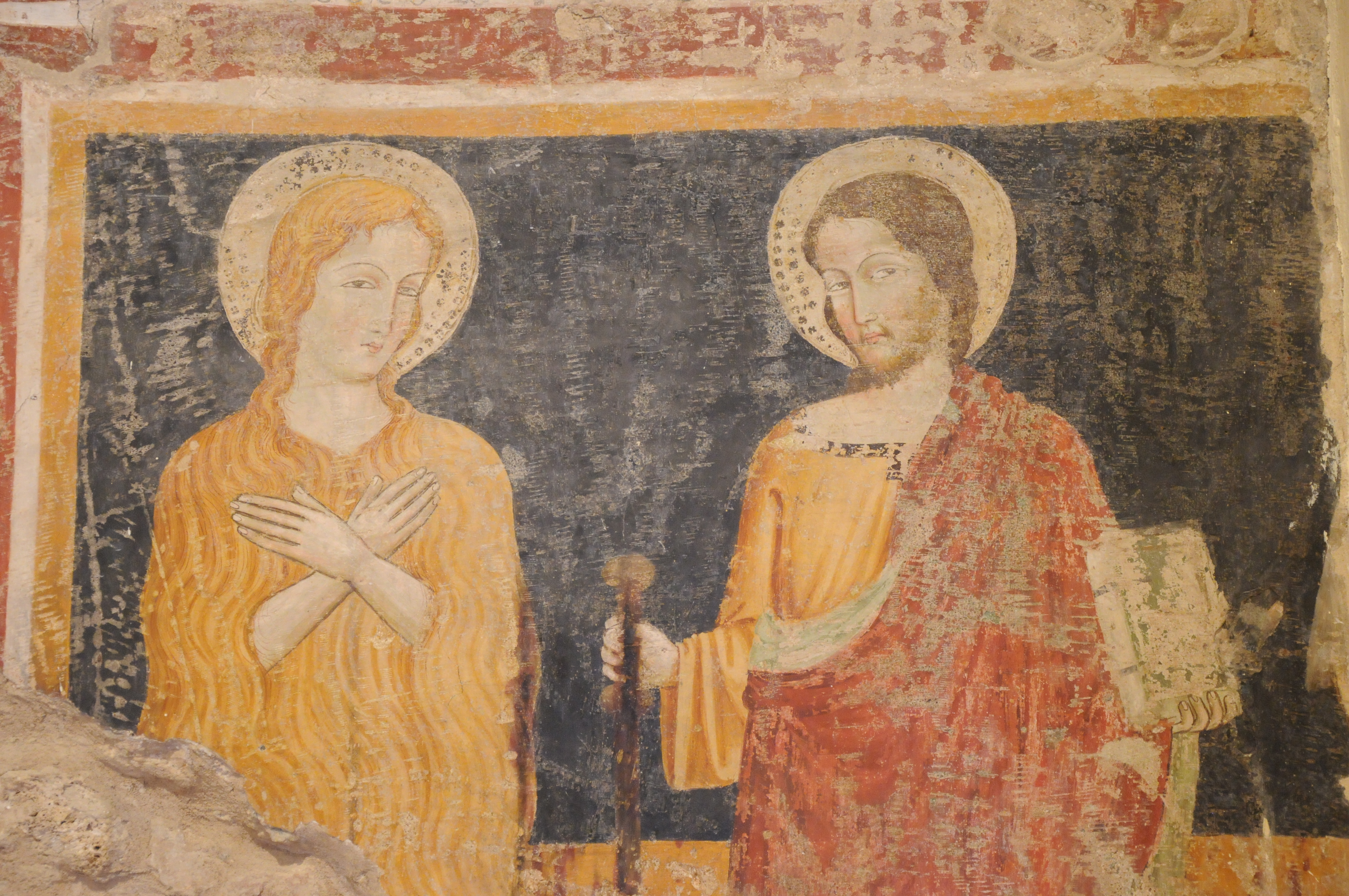
Un affresco all'interno della chiesa

All'interno della chiesa si trovano diverse opere:
- il monumento funebre del poeta reatino Angelo Maria Ricci, opera di Giuseppe De Fabris;
- l'epigrafe del cav. Valentino Fabri;
- un crocifisso del XVII secolo;
- un crocifisso policromo in legno del XIV secolo, opera di un anonimo ebanista, che proviene dalla chiesa di San David dell'antico orfanotrofio femminile[2];
- la statua della Madonna della Cintola, che fino a metà del Novecento veniva portata in processione;
- Estasi di Santa Rita da Cascia di Lattanzio Niccoli datato 1643 (transetto, altare della famiglia Canali);
- La strage degli Innocenti, di Ludovico Carosi (1612),  e la tela ad olio Fuga in Egitto, di autore anonimo del XVII secolo (transetto, altare della famiglia Clarelli);
- il grande affresco attribuito a Liberato di Benedetto, che raffigura una Crocifissione (circa 1430-32), distaccato nel 1973 dall'aula capitolare dell'attiguo convento.

Il coro in legno di noce è di fattura recente, ma riproduce nelle forme quello antico, visibile in fotografie di fine Ottocento, distrutto dalla caduta della capriate nel terremoto del 1898.

### Convento e chiostro

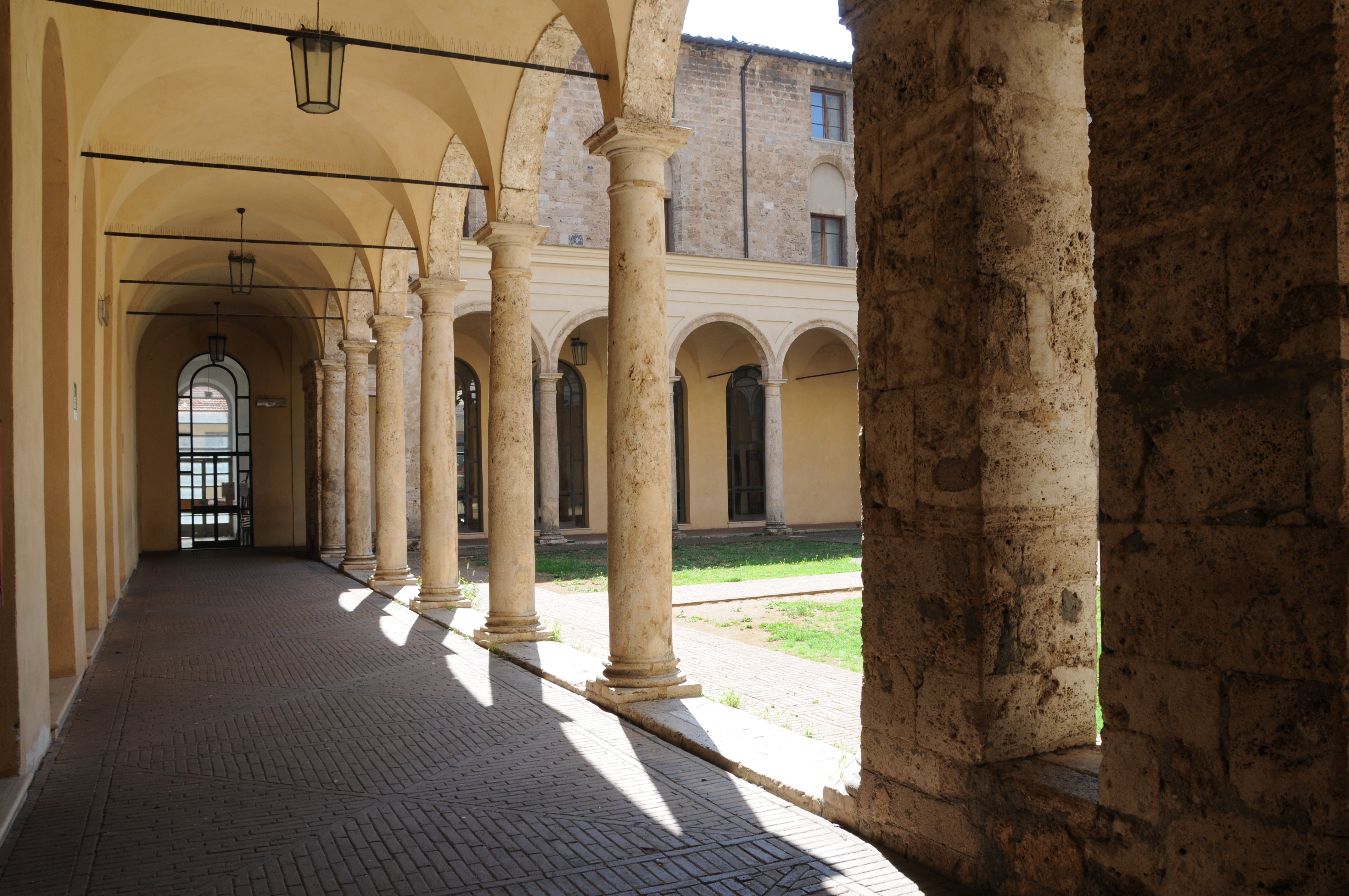
Il chiostro di Sant'Agostino

Il convento fu la prima sede del Museo civico di Rieti e della biblioteca comunale Paroniana, nati nel 1865 con l'acquisizione dei beni degli enti ecclesiastici (come prescritto dal Regio Decreto 21 aprile 1862). La biblioteca vi rimase fino alla prima metà del novecento, quando traslocò (prima a Palazzo Vescovile, poi nel 1949 a Palazzo Comunale e nel 1998 nell'ex monastero di Santa Lucia); il museo invece fu trasferito al Palazzo Comunale nel 1909.
L'edificio è attualmente adibito ad uso scolastico, mentre il chiostro, risalente al 1605, è spesso utilizzato per mostre ed esposizioni.

### Le campane

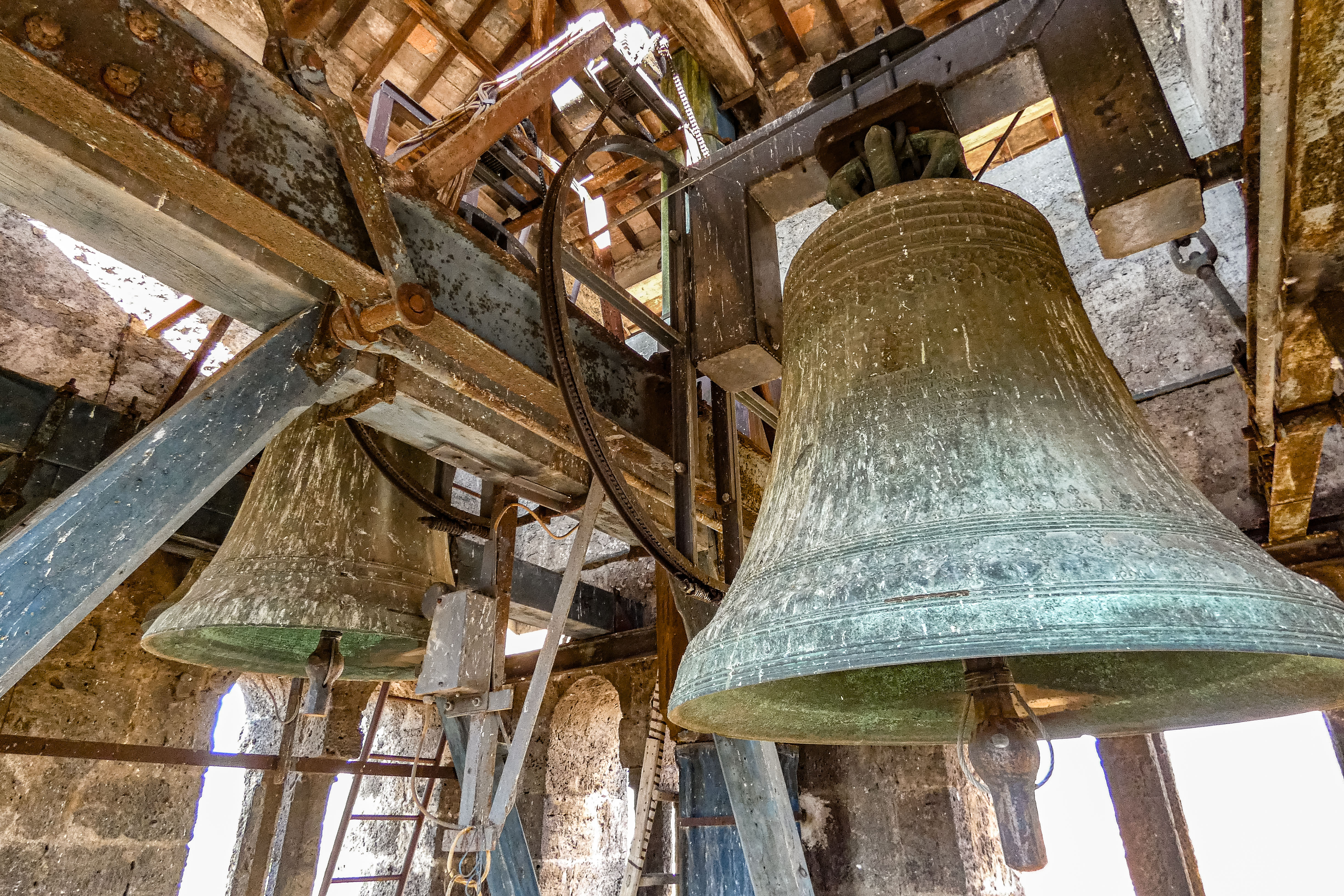
La cella campanaria

Il campanile, a pianta quadrangolare, risale al XV secolo. Al suo interno è ospitato un concerto di quattro campane, opere di diversi fonditori, che vanno dal XVI al XVIII secolo.
| campana                                                        | fonditore        | anno di fusione | materiale | massa stimata | nota nominale |
| -------------------------------------------------------------- | ---------------- | --------------- | --------- | ------------- | ------------- |
| 1                                                              | Donati           | 1739            | bronzo    | 1320 kg       | Mi♭3 +5       |
| 2                                                              | Giovanni Antonio | 1535            | bronzo    | 605 kg        | La♭3 +7       |
| 3                                                              | Benedetti        | 1845            | bronzo    | ca. 130 kg    | Mi4 -3        |
| 4                                                              | anonimo          | 1558            | bronzo    | 20 kg         | Mi♭5 -5       |
| analisi tonale: La3 = 440 Hz; 1/16° di semitono, 1/32° di tono |                  |                 |           |               |               |